# Rondibilis parcesetosa
Rondibilis parcesetosa es una especie de escarabajo longicornio del género Rondibilis, tribu Acanthocinini, subfamilia Lamiinae. Fue descrita científicamente por Gressitt en 1939.

## Descripción
Mide 5,5-8 milímetros de longitud.

## Distribución
Se distribuye por China.